# Pařba o Vánocích
Pařba o Vánocích (v anglickém originále Office Christmas Party) je americká filmová komedie z roku 2016. Režiséry filmu jsou Josh Gordon a Will Speck. Hlavní role ve filmu ztvárnili Jason Bateman, Olivia Munn, T. J. Miller, Jillian Bell a Vanessa Bayer.

## Obsazení
| Jason Bateman     | Josh Parker    |
| Olivia Munn       | Tracey Hughes  |
| T. J. Miller      | Clay Vanstone  |
| Jillian Bell      | Trina          |
| Vanessa Bayer     | Allison Parker |
| Courtney B. Vance | Walter Davis   |
| Jennifer Aniston  | Carol Vanstone |
| Rob Corddry       | Jeremy Parker  |
| Sam Richardson    | Joel           |
| Kate McKinnon     | Mary Winetoss  |